# Macropis micheneri
Macropis micheneri là một loài ong trong họ Melittidae. Loài này được Wu miêu tả khoa học đầu tiên năm 1992.